# 让·德纳夫利兹

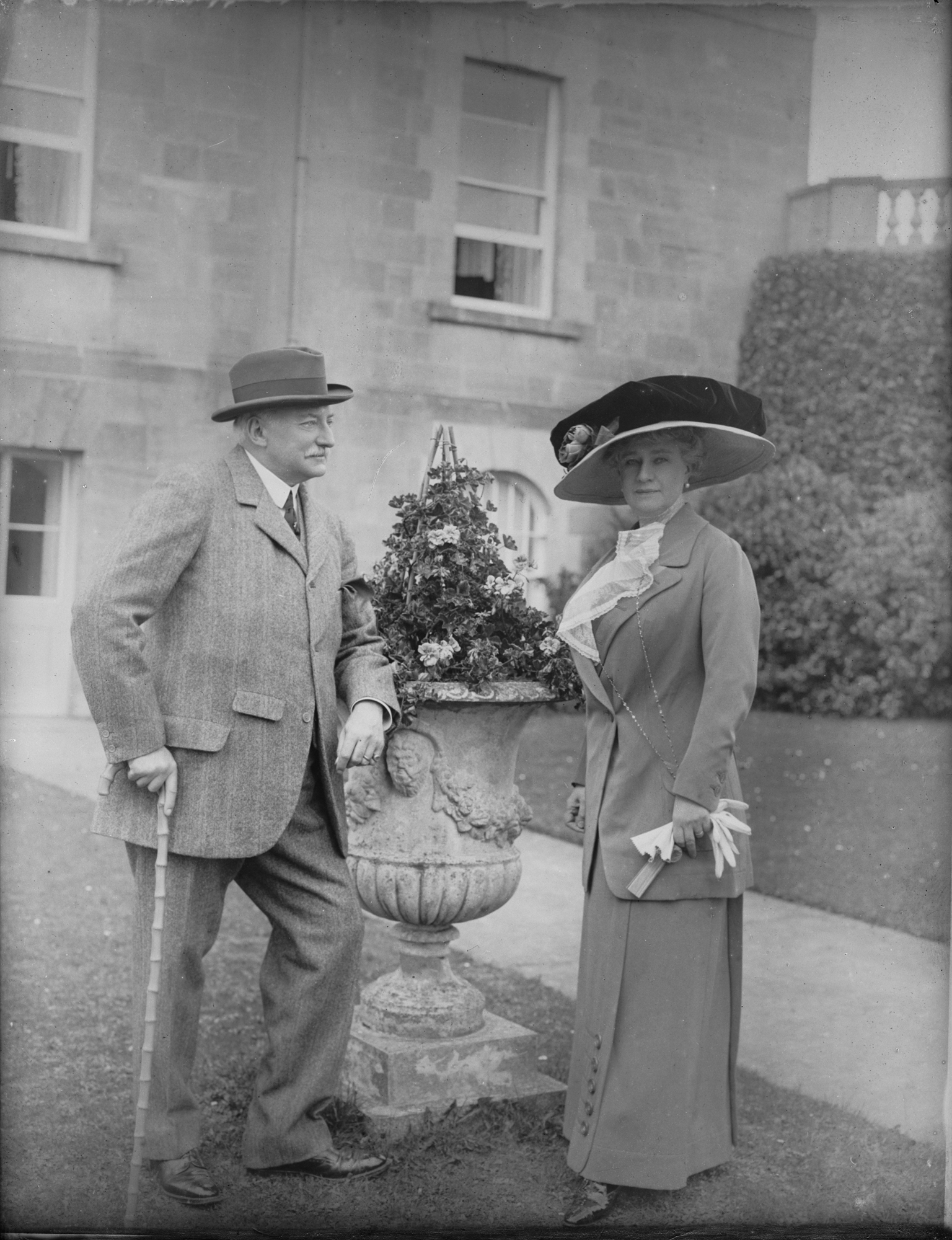
讓·德納夫利茲與他的妻子

让·德纳夫利兹（法語：Jean de Neuflize，1850年8月21日—1928年9月20日），生于巴黎，法国男子马术运动员、银行家。他曾代表法国参加1900年夏季奥林匹克运动会马术比赛，获得一枚铜牌。